# Récepteur dopaminergique
 (janvier 2021).
Si vous disposez d'ouvrages ou d'articles de référence ou si vous connaissez des sites web de qualité traitant du thème abordé ici, merci de compléter l'article en donnant les références utiles à sa vérifiabilité et en les liant à la section « Notes et références ».

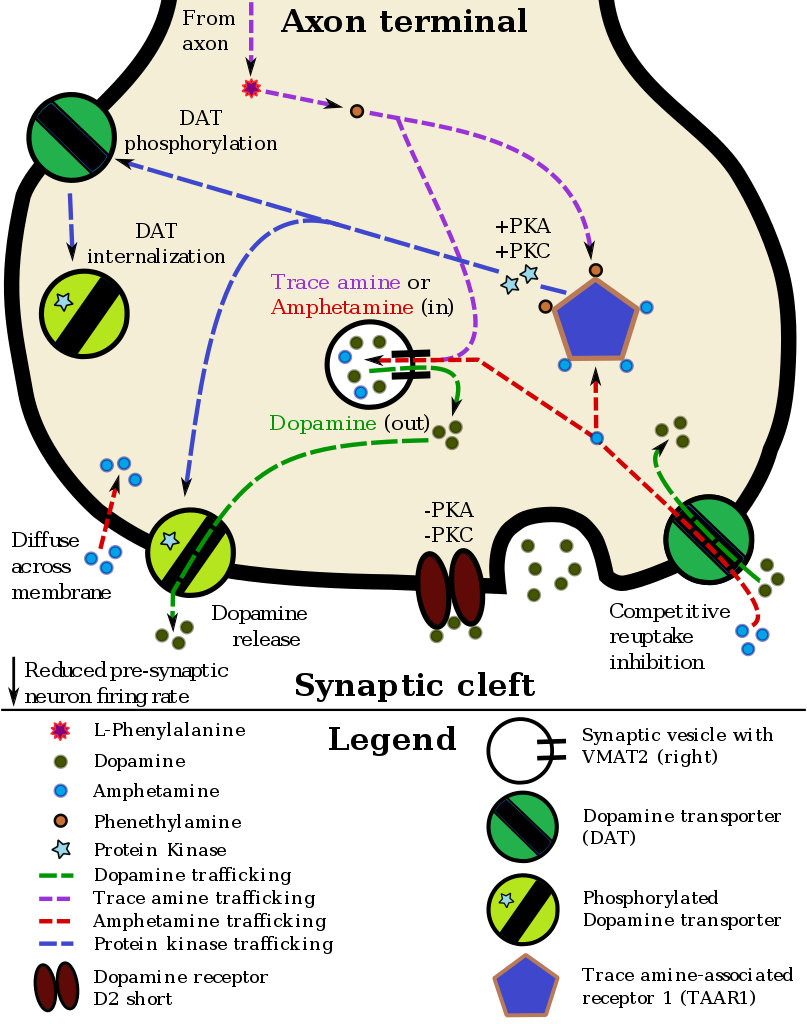
Il s'agit d'une illustration d'un neurone dopaminergique avec TAAR1 co-localisé et les effets d'un agoniste TAAR1 (amphétamine ou une amine trace) sur la recapture et l'efflux de dopamine. Ce modèle est basé sur des informations provenant des trois sources suivantes : Offermanns, Stefan ; (eds.), Walter Rosenthal (2008). Encyclopédie de la pharmacologie moléculaire (2e éd.). Berlin : Springer. pp. 1219-1222. ISBN 3540389164. Miller GM (janvier 2011). "The emerging role of trace amine-associated receptor 1 in the functional regulation of monoamine transporters and dopaminergic activity". J. Neurochem. 116 (2) : 164-176.... Eiden LE, Weihe E (janvier 2011). "VMAT2 : a dynamic regulator of brain monoaminergic neuronal function interacting with drugs of abuse". Ann. N. Y. Acad. Sci. 1216 : 86-98...

Les récepteurs dopaminergiques sont une classe de récepteurs couplés aux protéines G et sont des plus importants dans le système nerveux central (SNC). Le neurotransmetteur dopamine est le ligand endogène primaire des récepteurs dopaminergiques.
Les récepteurs dopaminergiques sont impliqués dans plusieurs processus neurologiques, dont la motivation, le plaisir, la cognition, la mémoire, l'apprentissage et la motricité fine, ainsi que la modulation de la signalisation neurendocrine. Une signalisation anormale des récepteurs et des fonctions nerveuses de la dopamine est impliquée dans plusieurs troubles neuropsychiatriques. Ainsi, les récepteurs de la dopamine sont des cibles communes de médicaments neurologiques. Les neuroleptiques sont souvent antagonistes des récepteurs de la dopamine alors que les psychostimulants sont des agonistes généralement indirects des récepteurs dopaminergiques.

## Sous-types des récepteurs dopaminergiques
Il y a cinq sous-types aux récepteurs de la dopamine, D1, D2, D3, D4 et D5. Les récepteurs D1 et D5 font partie de la famille D1-like des récepteurs de la dopamine et les récepteurs D2, D3 et D4 font partie de la famille D2-like. Il y a également des éléments de preuve qui tendent à prouver l’existence possible des récepteurs D6 et D7, mais rien jusqu’à maintenant ne peut le confirmer de façon formelle.

### Famille D1-Like
Ces récepteurs sont couplés à une protéine Gs ayant une stimulation positive sur l'adénylate cyclase. On y retrouve D1 et D5.
- Localisation des D1 : Post-synaptique uniquement, au niveau du striatum et aussi légèrement au niveau limbique.
- Localisation des D5 : Post-synaptique uniquement, au niveau de l'hippocampe (mémorisation) et de l’hypothalamus.

### Famille D2-Like
Ces récepteurs sont couplés à une protéines Gi inhibant l'adénylate cyclase et diminuant ainsi les taux d'acétylcholine ainsi que de AMPc. On y retrouve les récepteurs D2, D3 et D4.
- Localisation des D2 : Pré et post-synaptique, au niveau du striatum, des cellules lactotropes (partie antéhypophysaire), ainsi qu'au niveau de l'area postrema, aussi appelé "centre du vomissement".
- Localisation des D3 : Pré et post-synaptique, au niveau du système limbique.
- Localisation des D4 : Pré-synaptique uniquement, au niveau de système limbique mais aussi au niveau du cœur.